# Elvenking
Elvenking — пауер-метал гурт, заснований в 1997 році в комуні Сачіле (Італія). Найбільш відомий своїм альбомом "Heathenreel".

## Назва
Назва "Elvenking" (читається Елвенкінг) перекладається "Король ельфів".

## Історія

### Ранні роки

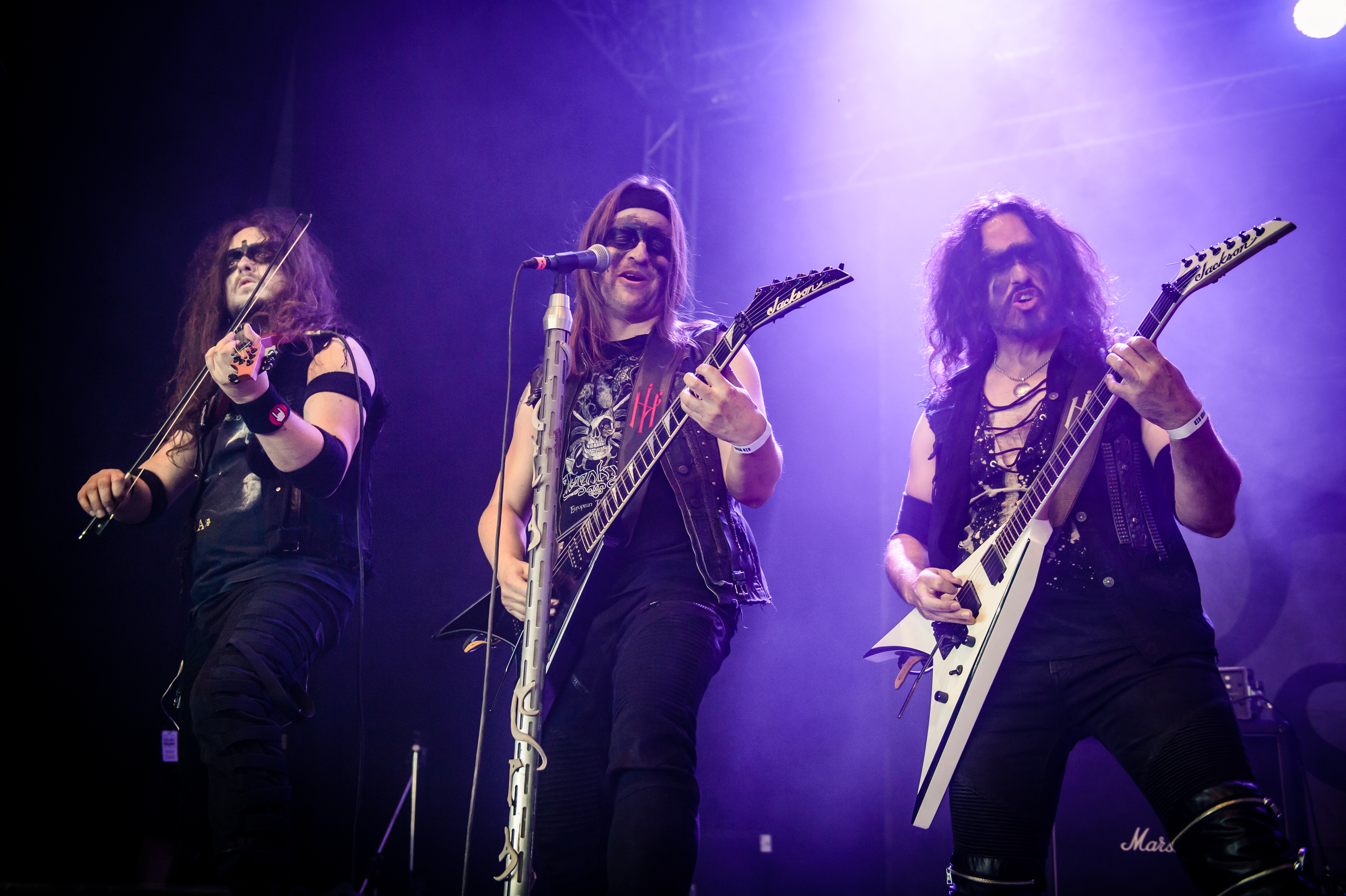
Dong Open Air, 2017

Група була заснована в жовтні 1997 року двома гітаристами —  Айданом і Ярпеном. До цієї ідеї давніх друзів спонукала загальна пристрасть до металу і фольклорних мотивів. Хоча до них скоро приєднався басист Саргон, гурт зіткнувся з безліччю проблем, які своєю чергою, перешкоджали розвитку. Але в 1998 році, коли до музикантів приєднався «головний ельф» Дамнагорас і барабанщик Зендер, колектив знайшов деяку стабільність.
Головна мета, яку з самого початку Elvenking поставили перед собою, полягає в тому, щоб створити гармонійну суміш, що поєднує народну музику і пауер метал. Після того, як музиканти набралися досвіду на концертних виступах, колектив вирішив записати альбом To Oak Woods Bestowed, 2000 році. Damnagoras довелося виконувати відразу дві функції — вокаліста і бас-гітариста, як на записі альбому так і на наступних концертах, оскільки Sargon раніше пішов зі складу групи. Демо альбом був досить успішним, що дозволило Elvenking підписати контракт з німецьким лейблом AFM Records.
Після підписання контракту з лейблом, Gorlan, друг Айдана  і Ярпена, приєднується до колективу як бас-гітарист, на сесійній основі, але досить швидко він перейшов до основного складу.
Запис першого повноформатного альбому пройшов в «New Sin Audio Design» під керівництвом Луїджі Стефаніні, а мікшуванням займався Фредрік Нордстром в «Fredman Studios». Обкладинка диску була створена Тревісом Смітом, а емблема групи була спроектована J. P. Fournier, який також проектував обкладинки для Avantasia і Immortal. Альбом був виданий 23 липня 2001 і отримав схвальні відгуки від критиків всього світу. Після запису альбому Elvenking здійснював тур Європою, виступаючи на розігріві у таких відомих гуртів, як Blind Guardian, Gamma Ray, Edguy і Virgin Steele.
У серпні 2002 року Damnagoras був змушений залишити групу, через проблеми зі здоров'ям. Elvenking прийняли на роботу нового вокаліста Kleid, який швидко влився в гурт. Elyghen, скрипаль, він же клавішник, приєднався до колективу трохи пізніше. В оновленому складі гурт записав другий альбом, Wyrd, запис пройшов в «Gernhart studios», а мікшування було надано Ахіму Кюхлеру, яке він здійснив у «House of music studios» і завершив 19 квітня 2004 року. Другий альбом показав вдосконалення унікального стилю групи.
В кінці 2004 року Damnagoras повертається, займаючи місце Kleid, і Elvenking починає працювати над третім альбомом, The Winter Wake.

4 лютого 2005, основний гітарист Jarpen покинув Elvenking. Aydan коментує:

«Jarpen більше не відчуває себе комфортно граючи музику Elvenking, яка втратила пристрасть у цьому напрямку. Він довгий час розмовляв з нами про це, і коли Damna повернувся в колектив, він знав, в якому напрямку ми хочемо розвиватися, він сказав нам, що бажає піти. Ми спробували переконати його відмовитися від цього рішення, але нічого не вийшло. Це дуже сумно, оскільки Jarpen був одним із засновників групи, і ми створили все це з самого початку разом, але з іншого боку, ми, першочергово, друзі, а вже потім музиканти, ми знаємо, чого хотів Jarpen, і ми повністю поважаємо його рішення. Нам буде не вистачати Вас, друже!»

The Winter Wake був записаний і прем'єра відбулася 11 березня 2006 року в Порденоне, Італія.
3 листопада 2006, оголосили про роботу над новим альбомом,згідно з офіційним Web-сайтом. 14 вересня 2007 він був виданий. Альбом назвали «The Scythe», і він є концептуальним альбомом на тематику смерті.
14 квітня 2008, гурт оголосив, що вони почали роботу над наступним альбомом і що це буде «повністю акустичний альбом». У більш пізніх інтерв'ю група оголосила, що вони розглядають новий альбом, як шанс дослідити народні впливи, а також як можливість поекспериментувати в нових областях. Також було додано, що у Elvenking вже був деякий матеріал, написаний для «важкого» альбому, проте, цей альбом буде чекати, доки не буде видано акустичного альбому.
20 серпня 2008 року Elvenking розмістили на своєму сайті наступне повідомлення:

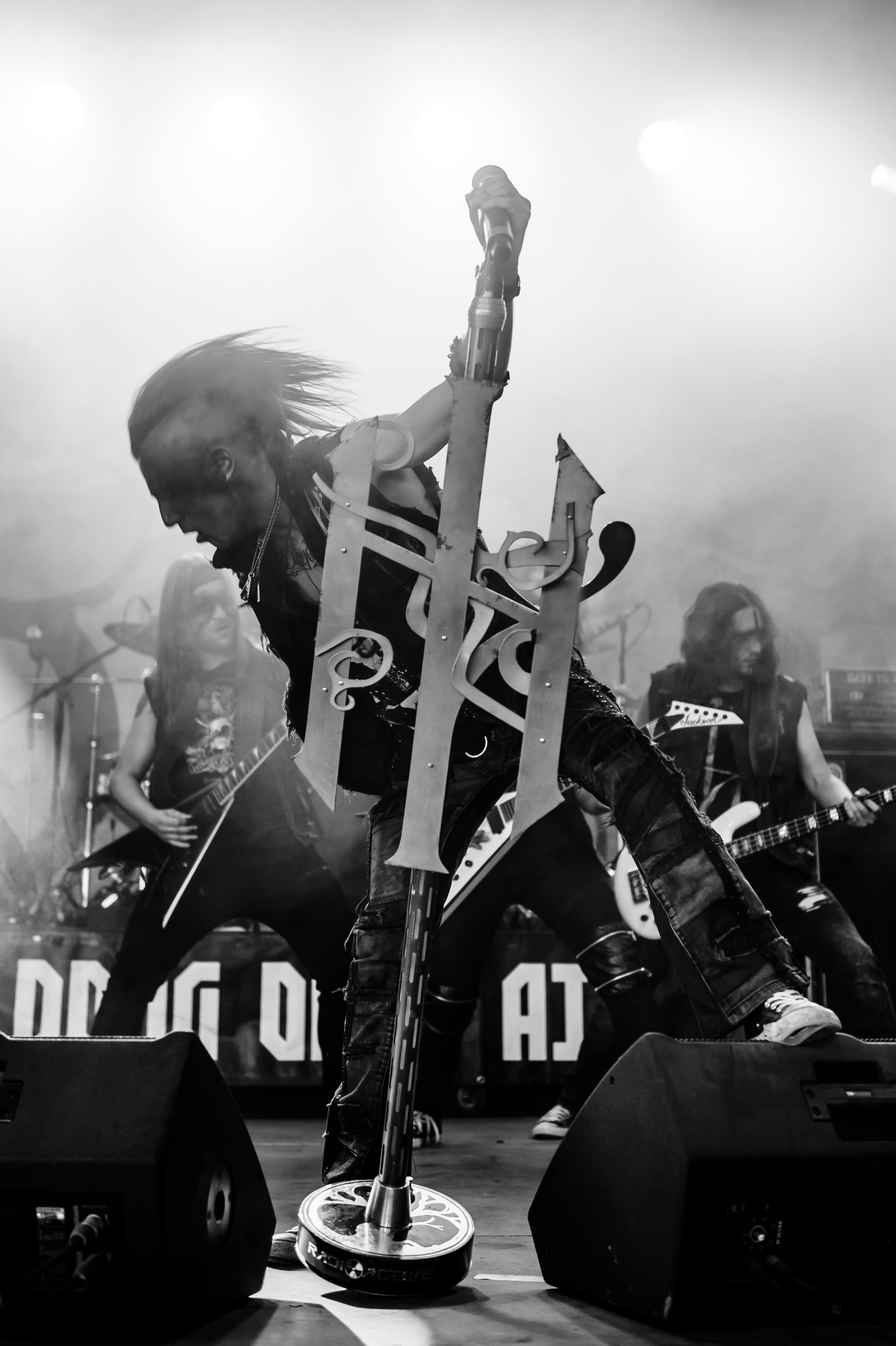
Dong Open Air, 2017 (Damnagoras)

"Акустичний альбом, нарешті, готовий! Все зроблено. Нам довелося чимало над ним попрацювати, найважчим було, мабуть, укластися в термін, але ми з цим впоралися. Мікшування проходило в останніх числах липня в Німеччині, процесом керував Martin Buchwalter в студії Gernhart, а мастерингом займався Achim Kohler в студії Indiscreet Audio. "Тим часом, ми встигли зробити кілька фотосесій, а також попрацювали над обкладинкою і змістом буклету. Ми не говорили вам, що обкладинкою знову займався Gyula Havancsak, який створив «обличчя» наших альбомів «The Winter Wake» і «The Scythe»? Тепер ви знаєте, чого чекати. До речі, всю інформацію про новомий альбом — від назви до трек-ліста, від обкладинки до найдрібніших деталей — ви зможете знайти на нашому офіційному сайті в перший тиждень вересня. Так що не забудьте завітати до нас в гості! Одне можемо сказати точно — вас чекає щось унікальне! Ми вже вкотре повторюємо, що цей альбом став для нас свого роду експериментом, який ми раніше чи пізніше все одно б провели. Але ми зупинимося на цьому більш детально, коли деталі альбому будуть розкриті. «Ще одна хороша новина! Підтверджений цілий ряд наших концертів, так що дивіться всі на нашому сайті. Цієї осені ELVENKING відіграють у США, Італії, Австрії, Німеччини, Голландії, а ще ми оголосили перші шоу в 2009 році! Так що чекаємо вас на наших концертах!»

14 січня 2009 Elvenking оголосили на вебсайті про нового гітариста, Rafahel. Він гастролював з гуртом протягом минулого року, і тепер є офіційним членом групи.
20 березня  2010 року група повернулись в студію Piranha в Карсдорфі, Німеччина, з продюсером Деннісом Вардом, щоб розпочати запис нового альбому. Виконавчим продюсером альбому, вихід якого попередньо заплановано на вересень  2010 року, став Мет Сіннер.
Альбом «Red Silent Tides» (2010) вийшов дуже успішним і приніс групі нову славу.
У 2012 році видано 7-й альбом «Era». Альбом був добре оцінений критиками і сподобався фанатам.
На початку 2014 року Elvenking видали свій 8-й студійний альбом, The Pagan Manifesto. Перший сингл, Elvenlegions, був виданий на Soundcloud і присвячений шанувальникам. Супровідне музичне відео для пісні було видано в кінці квітня. Альбом є поверненням до їх раннього звуку, того, який був, коли колектив тільки розпочинав свою творчість. Пісня "Король Ельфів" містить суміш "Білої Верби", пісні з першого альбому, Heathenreel, а також деяких знайомих всім ліричних пісень. Трек приблизно 13 хвилин довжиною, є найдовшим у дискографії Elvenking.
У вересні 2014 вебсайт Elvenking провів голосування серед шанувальників гурту. Вони повинні були вибрати пісні, що звучатимуть у наступному етапі - "Pagan Manifestour". Найбільшу кількість голосів набрали "Chronicle of a Frozen Era", "Poison Tears", і "White Willow".

## Склад

### Учасники
- Damnagoras — вокал (раніше також бас)
- Aydan — гітара, бек вокал
- Rafahel — гітара
- Jakob — бас
- Lethien — скрипка
- Symohn — ударні

### Колишні учасники
- Sargon — бас
- Jarpen — гітара, вокал
- Kleid — вокал
- Gorlan — бас
- Elyghen — клавішні, скрипка
- Zender — ударні

## Дискографія

### Демо
- To Oak Woods Bestowed (2000)

### Сингли
- The Divided Heart — 2007
- The Cabal — 2010
- Your Heroes Are Dead — 2011
- Poor Little Baroness — 2012
- The Loser — 2012
- Elvenlegions — 2014
- The Solitare — 2015
- Draugen's Maelstrom — 2017
- Invoking The Woodland Spirit — 2017

### Альбоми
- Heathenreel (2001)
- Wyrd (2004)
- The Winter Wake (2006)
- The Scythe (2007)
- Two Tragedy Poets (...and a Caravan of Weird Figures) (2008)
- Red Silent Tides (2010)
- Era (2012)
- Pagan Manifesto (2014)
- Secrets of the Magick Grimoire (2017)